# La Cruz, Lagos de Moreno
La Cruz är en ort i Mexiko.   Den ligger i kommunen Lagos de Moreno och delstaten Jalisco, i den centrala delen av landet, 300 km nordväst om huvudstaden Mexico City. La Cruz ligger 2 149 meter över havet och antalet invånare är 410.
Terrängen runt La Cruz är huvudsakligen kuperad, men den allra närmaste omgivningen är platt. Runt La Cruz är det mycket tätbefolkat, med 1 313 invånare per kvadratkilometer. Närmaste större samhälle är La Ermita, 18,5 km söder om La Cruz. I omgivningarna runt La Cruz växer huvudsakligen savannskog.